# 순무 (뿌리)
순무 또는 무청(蕪菁)은 순무(영어: turnip mustard)의 뿌리이다.
순무 뿌리는 뿌리와 잎에 많은 비타민을 함유한 채소이다. 뿌리의 크기나 모양 또한 품종에 따라 다르지만 대개 팽이 모양의 둥근형이다. 그냥 무와 확연히 다른 점은 뿌리의 색인데, 색이 그냥 무와 달리 자줏빛을 띄고 있다. 순무 뿌리의 맛은 매콤한듯 하나 고소하며 겨자향의 인삼맛이 난다. 순무는 무를 재배하는 방법으로 재배하면 되지만 늦여름에 파종하고 늦가을에서 초겨울에 수확하는 것이 많다.